# Bernadette Heiligers
Bernadette Heiligers (Curaçao, 7 november 1952) is een Curaçaose journaliste, radiomaker en –presentatrice en schrijfster.

## Leven
Bernadette Heiligers was van 1974 tot en met 1979 journalist en nieuwslezer bij Radio Curom. Tussen 1980 en 2008 maakte zij diverse radioprogramma's op Radio Hoyer met sketches, interviews, columns en fictieve korte verhalen. Behalve de vooraf opgenomen sketches waren alle programma's live.
Van 2017 tot 2019 maakte zij een wekelijks opinieprogramma op Z-86 (voorheen Curom), samen met Melitsa Hayer en Iyo Rosa, met als hoofdthema: Hoe onze actualiteit beïnvloed wordt door manieren van denken en doen die op het eiland als gangbaar mogen worden aangemerkt.
Verder werkt zij als tekstproducent en pr-adviseur namens Intermediate N.V., het communicatiebedrijf dat zij en haar echtgenoot Frans Heiligers in 1988 samen oprichtten. Zij publiceerde naast haar teksten voor de radio in kranten, personeelsbladen, gedenkboeken, brochures enz. Zij is de biografe van de dichter Pierre Lauffer en de politicus Miguel Pourier. Verder schrijft zij fictie in het Papiaments en het Nederlands.

## Publicaties in boekvorm[1]

### Non-fictie
- Curaçao Close-up. New York: Macmillan Publishers Ltd, 1986. (Schets van het eiland en de bevolking van Curaçao).
- Alles voor Allen. 132 jaren zusters franciskanessen op Curaçao. Curaçao: Sint Elisabeth Hospitaal, 1987. (Uitgegeven ter gelegenheid van het vertrek van de laatste zusters uit het ziekenhuis).
- [Met Marianne Halabi], Guia pa Empresa Chikí. Stappenplan bij de opzet van een eigen klein bedrijf. Willemstad: Fundashon Empresa Chikí Kòrsou en Korpodeko, 1988.
- La Belle Alliance. Het verhaal van de ontwikkeling van het Avila Beach Hotel. Curaçao: Avila Beach Hotel, 1992.
- Almanak van het Onderwijs / Almanak di Enseñansa. Willemstad: Pierson Stichting en Korpodeko, 1992. (Overzicht van alle schoolvormen, toelatingseisen en vervolgmogelijkheden op Curaçao).
- Samen Leven. 13 verhalen over Curaçaoënaars van verschillende culturele achtergronden. Willemstad: Amigoe, 2001. (Eerder in het dagblad Amigoe di Curaçao verschenen verhalen in het kader van Curaçao 500 - 500 jaar geschreven geschiedenis van Curaçao).
- Cultuur maakt het leven mooier. 50 jaar Prins Bernhard Cultuurfonds Nederlandse Antillen en Aruba. Willemstad: Prins Bernhard Cultuurfonds Nederlandse Antillen en Aruba, 2003.
- [Met Jos de Roo], Vanuit de UNA gezien. Curaçao: Universiteit van de Nederlandse Antillen, 2005. (Uitgegeven in januari 2005 t.g.v. het 25-jarig bestaan van de Universiteit van de Nederlandse Antillen. Kijk op de samenleving door mensen die bij UNA betrokken zijn (geweest).)
- 25 jaar Koningin Beatrix. Curaçao: Stichting Nederlands Antilliaans Oranje Comité, 2006. Zilveren Regeringsjubileum op de eilanden van de Nederlandse Antillen.
- Pierre Lauffer. Het bewogen leven van een bevlogen dichter. Haarlem: In de Knipscheer, 2012. (Biografie)
- Miguel Pourier. Leven om te dienen. Volendam: LM Publishers, 2016. (Biografie van de politicus van Miguel Pourier).

### Fictie
- Rima pa Mucha. Curaçao: Eigen beheer, 1991. (Kinderrijmpjes in het Papiamentu, geïllustreerd door Ruth Zefri.)
- Agènda di Banderita. Curaçao: Eigen beheer, 2004. (Korte mededelingen/gezegden in de traditie van de ‘banderita’ van eind 19de eeuw, geïllustreerd door Elis Juliana.)
- Flecha. Curaçao: Eigen beheer, 2008. (Verhalenbundel in het Papiaments.)
- Schutkleur. Haarlem: In de Knipscheer, 2015. (Roman).
- Van zo ver gekomen. Haarlem: In de Knipscheer, 2021. (Roman).

## Verspreide publicaties
- 'Forsa di Palabra. Lezing bij publicatie van Luho di Speransa, dichtbundel van Nydia Ecury, 15 november 2003. In: Kristòf, jaargang XII-4 (2003).

## Theater
- 100 aña di poesia literario na Papiamentu. (Theaterpresentatie; Maker en verteller/ceremoniemeester in Theater Luna Blou, in samenwerking met Lucille Berry-Haseth. Een programma over de geschiedenis van de Papiamentstalige dichtkunst in vogelvlucht, o.a. afgeleid van Pa Saka Kara, antologia di literatura Papiamentu (Aart Broek, red.), 26 september 2005.
- Un poema bida ta. (Theaterpresentatie over het werk van Pierre Lauffer. Maker en verteller/ceremoniemeester in het WTC-auditorium, in samenwerking met Lucille Berry-Haseth. Overzicht en interpretatie van het werk van Pierre Lauffer, o.a. afgeleid van Pa Saka Kara, antologia di literatura Papiamentu (Aart Broek, red.) en Un herida bida ta (Henry Habibe), 2 september 2006.

## Over Bernadette Heiligers
- Bespreking van Schutkleur op Leestafel
- Margo Groenewoud, Interview met Bernadette Heiligers
- B. Jos de Roo, 'Nederland werd Pouriers noodlot'. In: Caraïbisch Uitzicht, 17 april 2021. [2]
- Jeroen Heuvel, 'Verrassende kijk op aangrijpend leven van ex-premier Pourier.' In: Caraïbisch Uitzicht, 23 april 2016.[3]